# 阿里·阿斯加爾汗
米爾扎·阿里·阿斯加爾汗·阿明·蘇丹（波斯語：علی‌اصغر اتابک；1858年1月6日—1907年8月31日）是納賽爾丁沙阿執政時期的最後一位伊朗總理。在納賽爾丁沙阿被刺殺後，阿斯加爾汗確保政權順利移交給納賽爾丁沙阿的兒子穆扎法爾丁沙阿。阿斯加爾汗是波斯立憲革命以後的第二任總理。1907年8月31日，他在國會門前被革命者阿巴斯·阿迦·大不里士刺杀。。

## 註腳
1. ↑  Fisher & Ochsenwald 1997，第369頁